# ジュリアン・コーベット
ジュリアン・コーベット（Julian Corbett, 1854年12月12日 - 1922年9月21日）は、イギリスの海軍史と海軍戦略を専門とした軍事学者であり、『海洋戦略の諸原則』の著者として知られる。

## 経歴
大英帝国時代の1854年生まれ。ケンブリッジ大学で法学を学び、1879年に法廷弁護士となる。
1882年に弁護士の仕事を退き、インドとアメリカの海外旅行を経て、1896年からは作家として歴史小説を執筆している。
1896年に16世紀のスペイン戦争を主題とした文章の編集を依頼され、その後は海軍史の研究によってその名前が知られる。
1898年に発表した『ドレークとテューダー朝の海軍』『ドレークの後継者』はコーベットの歴史家としての業績が評価された初期の作品である。
1899年に結婚し、1902年にイギリスの海軍大学校の講師として教鞭をとるようになる。翌1903年にオックスフォード大学でイギリス史の講義を担当した。
また研究者としての活動だけでなく、1905年にはイギリス海軍本部の非公式の顧問も勤めた。
1910年の『トラファルガーの海戦』と1911年の『海洋戦略の諸原則』はイギリス海軍の中で広く読まれ、第一次世界大戦においても海軍の嘱託として勤務した。
終戦後も第一次世界大戦の戦史の研究に取り組み続けていたが、1922年に死去。

## 著作
- 小説
  - The Fall of Asgard (1886)
  - For God and Gold (1887)
  - Kophetua XIII (1889)
  - A Business in Great Water
- 論文
  - Drake and the Tudor Navy, a history of the rise of England as a naval power (1899)
  - The successors of Drake (1900)
  - England in the Mediterranean, British power within the straight (1603-1713) (1904)
  - Fighting Instructions (1530-1816)
  - England in the Seven Years War (1907)
  - Signals and Instructions (1778-1794)
  - The Campaign of Trafalger (1910)
  - Some Principles of Maritime Strategy (1911) - 翻訳が『戦略論大系8　コーベット』に収録されている
  - The Spencer Papers (1794-1801)
  - Maritime Operations in the Russo-Japanese War 1904-05 (Originally classified secret in two volumes, published for public release in 1994).
  - Official History of the Great War Naval Operations, Vol I April 1920, vol II November 1921, but died before agreeing final corrections to vol III published in 1923 (Longman Green and Co.).